# Elachista squamosella
Elachista squamosella is een vlinder uit de familie grasmineermotten (Elachistidae). De wetenschappelijke naam is voor het eerst geldig gepubliceerd in 1843 door Duponchel.
De soort komt voor in Europa.